# 東風区
東風区（とうふう-く）は中華人民共和国黒竜江省ジャムス市に位置する市轄区。

## 行政区画
5街道、1鎮、1郷を管轄：
- 街道：暁雲街道、佳東街道、造紙街道、佳南街道、建国街道
- 鎮：建国鎮
- 郷：松江郷

## 交通

### 航空
- ジャムス東郊空港

### 道路
- 国道
  -  G221国道

## 健康・医療・衛生
- ジャムス市紅十字医院